# Глухий язичковий африкат
Глухий язичковий африкат — приголосний звук, що існує в деяких людських мовах. У Міжнародному фонетичному алфавіті представляється наступними символами: ⟨q͡χ⟩ та ⟨q͜χ⟩, еквівалентний символ X-SAMPA: q_X. Допустимий запис без риски, тобто як ⟨qχ⟩ у МФА та qX у X-SAMPA.
Аналогічно, у деяких мовах є глухий передязичковий африкат, що артикулюється ближче до рота, ніж типовий глухий язичковий африкат, однак не настільки близько, як глухий м'якопіднебінний африкат. Міжнародний фонетичний алфавіт не має окремого символу для цього звуку, втім можливий його запис як ⟨q̟͡χ̟⟩ або ⟨q͡χ˖⟩ (обидва діакритичні символи використовуються для позначення більш переднього ⟨q͡χ⟩) або ⟨k̠͡x̠⟩ (більш далеко ⟨k͡x⟩). Еквівалентні символи X-SAMPA: q_+_X_+ та k_-_x_- відповідно.

## Особливості
- Спосіб творення — несибілянтний африкат.
- Місце творення — язичкове, тобто він артикулюється задньою спинкою язика на язичку або поряд із ним.
- Тип фонації — глуха, тобто цей звук вимовляється без вібрації голосових зв'язок.
- Це ротовий приголосний, тобто повітря виходить крізь рот.

- Це центральний приголосний, тобто повітря проходить над центральною частиною язика, а не по боках.

- Механізм передачі повітря — егресивний легеневий, тобто під час артикуляції повітря виштовхується крізь голосовий тракт з легенів, а не з гортані, чи з рота.

## Поширення

### Язичковий
| Мова         | Мова                                    | Слово   | МФА                | Значення   | Примітки                                            |
| ------------ | --------------------------------------- | ------- | ------------------ | ---------- | --------------------------------------------------- |
| Алеманська   | Більшість верхніх та найвищих діалектів | Gschänk | [ˈkʃæɴq͡χ]          | 'дарунок'  | М'якопіднебінний [k͡x] в інших діалектах.            |
| Адигейська   | Діалект натухайців                      | кхъэ    | [q͡χa] д·і          | 'могила'   | Діалектна форма. Відповідає [qʰ] в інших діалектах. |
| Аварська     | Аварська                                | хъарахъ | [q͡χʰːaˈraq͡χʰː] д·і | 'кущ'      | Розрізняється з абруптивним [q͡χʼː].                 |
| Англійська   | Скауз                                   | clock   | [kl̥ɒq͡χ]            | 'годинник' | Можлива вимова /k/ наприкінці слова.                |
| Кабардинська | Кабардинська                            | кхъэ    | [q͡χa] д·і          | 'могила'   |                                                     |
| Фарсі        | Деякі діалекти                          | ﻗﻔل     | [q͡χofl]            | 'замок'    | Посилення /q/ на початку слова.                     |

### Передязичковий
| Мова     | Мова     | Слово | МФА      | Значення | Примітки                                                  |
| -------- | -------- | ----- | -------- | -------- | --------------------------------------------------------- |
| Узбецька | Узбецька | quruq | [q̟uɾ̪uq̟͡χ̟] | 'сухий'  | Алофон /q/ наприкінці слова та перед іншими приголосними. |